# Ходский уезд

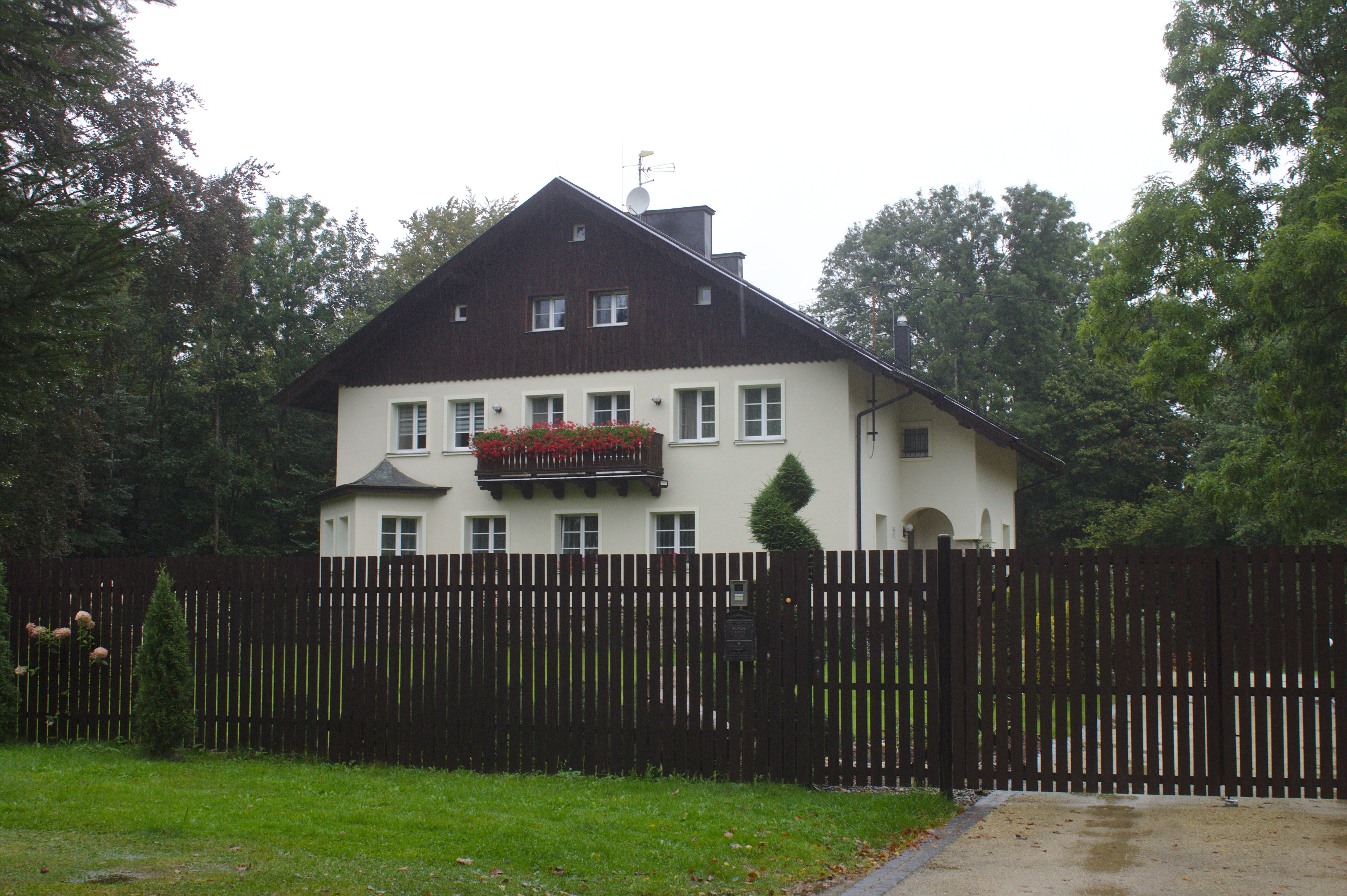

Ходский уезд (чеш. Chodský Újezd, нем. Heiligenkreuz) — муниципалитет и деревня в Таховском районе Пльзеньского края Чехии. 
Расположен в Карловарском крае примерно в 8 км к северу от Тахова, в 56 км к западу от Пльзеня и в 131 км к западу от Праги.
Площадь – 64,78 кв.км. Высота – 556 м над уровнем моря.
Население на 1 января 2024 года составляло 824 человека.
Впервые упоминается в 1359 году.